# Yacine Djebarat
Yacine Djebarat né le 27 janvier 1981 à Béjaïa, est un footballeur algérien. Il évoluait au poste de gardien de but.

## Biographie
Yacine Djebarat a commencé sa carrière à la JSM Béjaïa où il joue pendant cinq ans; il est ensuite transféré au CR Belouizdad mais comme deuxième gardien, il joue seulement 5 matchs.
Il fait un brève passage dans l'autre club Algérois, le NA Hussein Dey.
Il part ensuite à l'ouest du pays au MC Oran pour 6 mois, il revient à Béjaïa mais cette fois à l'autre club rival du doyen des clubs kabyles, le MO Bejaia mais seulement pour une saison avant de revenir à son club formateur la JSM Béjaïa de 2009 à 2017 avant de résilier son contrat et aller terminer sa carrière au CA Batna.

## Palmarès
- Vice-champion d'Algérie en 2011 et 2012 avec la JSM Béjaïa.